# Смит, Ян (певец)
Ян Смит (нидерл. Jan Smit; род. 31 декабря 1985 года, Волендам) — голландский певец, телеведущий и актёр.

## Карьера
Смит в основном поёт песни на голландском языке в жанре, известном как палинг саунд. В дополнение к своей сольной карьере, в 2015 году Смит присоединился к трио шлягеров KLUBBB3, а в 2017 году — к Toppers. В качестве телеведущего он работал над такими программами, как «Лучшие зангеры» и «Стеррен Музикфест оп хет Плейн». С 1999 года Смит выступает в качестве посла детских деревень SOS и является членом правления футбольного клуба FC Volendam. В 2021 был одним из ведущих песенного конкурса «Евровидение-2021».